# Mount Breaker
Mount Breaker (in Argentinien übersetzt Monte Rompiente) ist ein 879 m hoher Berg mit Doppelgipfel auf Horseshoe Island vor der Fallières-Küste des Grahamlands auf der Antarktischen Halbinsel.
Das UK Antarctic Place-Names Committee benannte ihn im Jahr 1958. Namensgebend ist seichte Mulde zwischen den beiden Gipfeln, die aus Westen betrachtet an eine brechende Welle erinnert.